# Olympische Jugend-Sommerspiele 2010/Teilnehmer (Turkmenistan)
| Gelbes Symbol für Goldmedaillen mit stilisierten Olympischen Ringen | Graues Symbol für Silbermedaillen mit stilisierten Olympischen Ringen | Braundes Symbol für Bronzemedaillen mit stilisierten Olympischen Ringen |
| ------------------------------------------------------------------- | --------------------------------------------------------------------- | ----------------------------------------------------------------------- |
| —                                                                   | —                                                                     | 1                                                                       |

Die Jugend-Olympiamannschaft aus Turkmenistan für die I. Olympischen Jugend-Sommerspiele vom 14. bis 26. August 2010 in Singapur bestand aus fünf Athleten.

## Athleten nach Sportarten

### Boxen
Jungen
- Nursähet Pazzyýew
Weltergewicht: Bronze

### Gewichtheben
Jungen
- Ihtiyor Matkerimov
Bantamgewicht: 7. Platz
- Bajmurad Orasdurdijew
Federgewicht: 9. Platz

### Judo
Mädchen
- Jennet Geldibaýewa
Klasse bis 52 kg: 7. Platz
Mixed: Silber  (im Team Belgrad)

### Schwimmen
Mädchen
- Jennet Saryýewa
50 m Freistil: 54. Platz
100 m Freistil: 53. Platz